# اپرای چینی
اپرای چینی (انگلیسی: Chinese opera) گونه‌ای نمایش موسیقایی چینی‌ست که پیشینه‌ی آن به‌دوره‌های اولیه‌ی تاریخ چین بازمی‌گردد، و ادغامی از شکل‌های گوناگون هنر است که در چین باستان وجود داشته‌است، و در طول یک‌هزار سال به‌تدریج تکامل یافته، و در طول دوره‌ی دودمان سونگ در سده‌ی سیزدهم به‌بلوغ رسیده‌است. شکل‌های اولیه‌ی نمایش چینی ساده‌اند، ولی در طول زمان شکل‌های هنری متنوعی از قبیل موسیقی، آهنگ و رقص، هنرهای رزمی، بندبازی، هنر طراحی لباس و چهره‌آرایی، و هنرهای ادبی در آن گنجانده‌شده‌است تا بدل به‌اپرای سنتی چینی گردیده‌اند. 